# Amerikanska Jungfruöarna
Amerikanska Jungfruöarna (engelska: United States Virgin Islands) är ett autonomt amerikanskt territorium utan att vara en införlivad del av USA. FN anser området vara ett icke-självstyrande område. Öarna, som ligger i Karibiska havet i västra delen av Västindien öster om Puerto Rico, utgör den västra delen av ögruppen Jungfruöarna. Den östra delen av ögruppen Jungfruöarna utgörs av Brittiska Jungfruöarna. Amerikanska Jungfruöarna är det enda territoriet i USA som tillämpar vänstertrafik. Dess största inkomstkälla är turism och öarna besöks av nästan 2,6 miljoner turister per år.

## Historia

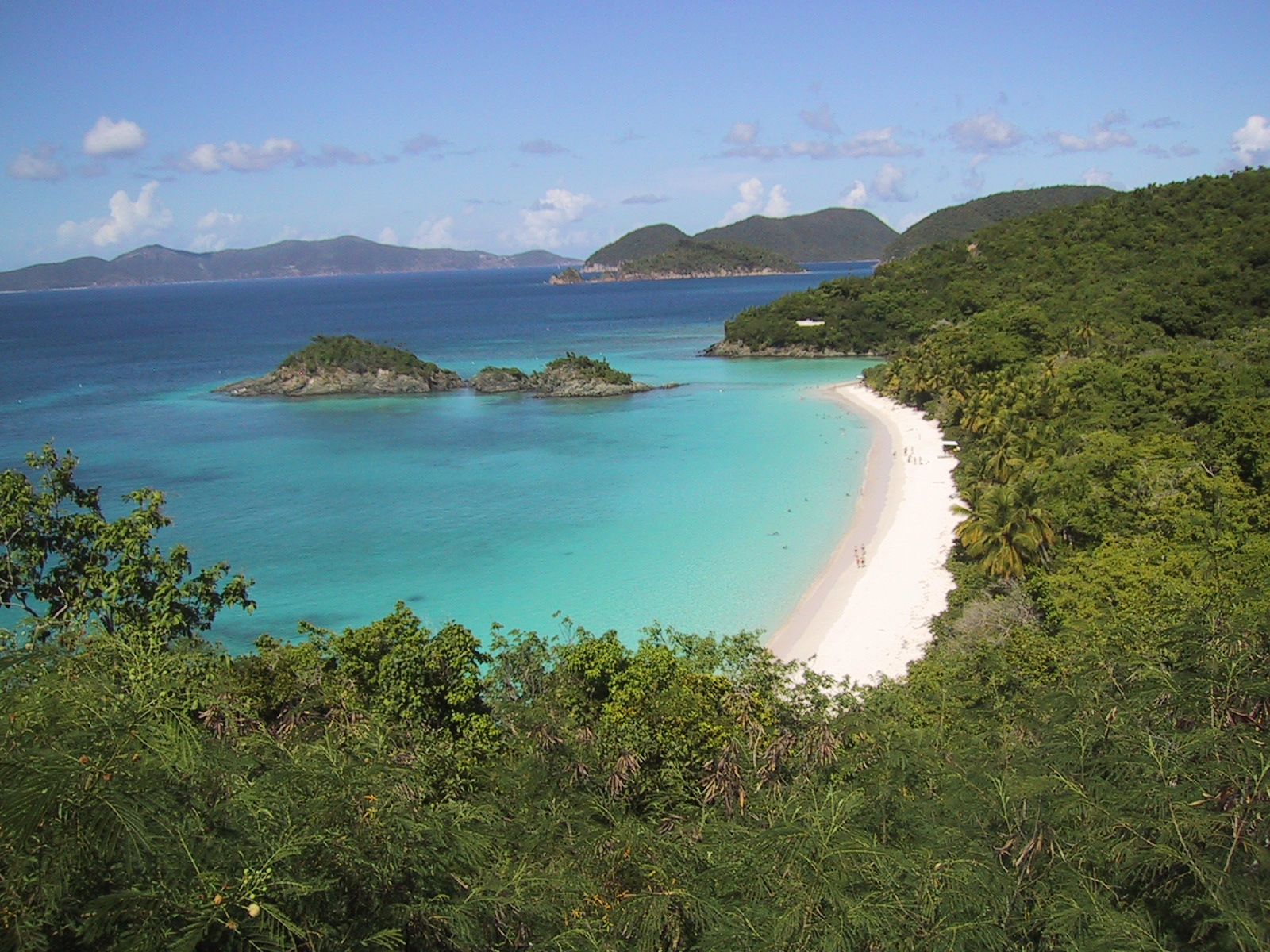
Trunk Bay, Saint John.

Jungfruöarna befolkades ursprungligen av ciboney-, karib- och arawakfolken. På sin andra resa namngav  Christopher Columbus 1493 öarna efter helgonet Ursula och hennes jungfrur och i mer än 300 år styrdes öarna av europeiska makter som Spanien, Storbritannien, Nederländerna, Frankrike, Malteserriddarna och Danmark.
Danska Västindiska Kompaniet slog sig ner på Saint Thomas 1672, expanderade till Saint John 1694 och köpte Saint Croix 1733 från Frankrike. Öarna blev 1754 dansk kronkoloni, Danska västindien, under det danska namnet Jomfruøerne. Odling av sockerrör med hjälp av slavar medförde att ekonomin blomstrande under 1700-talet och början av 1800-talet innan slaveriet avskaffades av guvernör Peter von Scholten den 3 juli 1848.
Slaveriets avskaffande medförde att öarna inte längre gav den danska statskassan stora intäkter utan istället krävde stora transfereringar från Danmark. Under tidigt 1900-tal gjordes därför försök att sälja öarna till USA, men affären gick aldrig i lås. Flera reformeringsförsök gjordes utan större framgång för att få gång i öarnas ekonomi och vid tiden för första världskriget lades reformeringen ner och Danmark lämnade öarna och gjorde dem därmed utsatta.
Under ubåtskriget i första världskriget fruktade USA att Kejsardömet Tyskland skulle ta över öarna och göra dem till ubåtsbas. USA väckte då frågan om Danmark skulle kunna tänka sig att sälja öarna och efter några månaders förhandlingar kom man fram till ett pris på 25 miljoner dollar. Danskarna kände sig pressade att acceptera anbudet eftersom man befarade att USA skulle besätta öarna om Danmark invaderades av Tyskland. De danska beslutstagarna hade en tung uppgift framför sig och till slut fattades beslut i parlamentet om att sälja. En efterföljande omröstning hölls i slutet av 1916 och bekräftade med bred marginal förslaget att sälja. Affären ratificerades och gjordes klar den 17 januari 1917 när USA och Danmark utbytte varandras respektive ratifikationer. USA tog kontroll över öarna den 31 mars 1917 samtidigt som territoriet döptes om till Amerikanska Jungfruöarna.
Området förvaltades av den amerikanska flottan fram till 1931 och 1927 beviljades öns invånare amerikanskt medborgarskap. Från 1931 förvaltades ön av det amerikanska inrikesdepartementet och under andra världskriget använde USA öarna som militärbas. Först 1954 infördes viss autonomi då en lokalt senat instiftades och 1970 erhöll området fullständig autonomi. I dag är Amerikanska Jungfruöarna ett amerikanskt territorium utan att vara en införlivad del av USA.

## Geografi

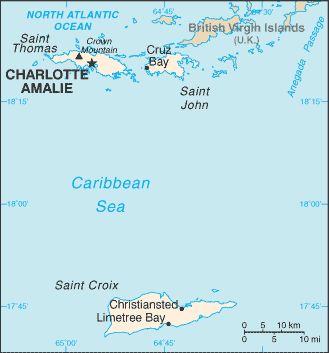
Amerikanska Jungfruöarna

Amerikanska Jungfruöarna ligger i Karibiska havet och utgör den västra delen av ögruppen Jungfruöarna medan den östra delen av ögruppen utgörs av Brittiska Jungfruöarna. Amerikanska Jungfruöarna består av tre större och omkring 50 mindre öar med en total yta på cirka 355 km². Ögruppen ligger cirka 65 kilometer öster om Puerto Rico och den högsta punkten, Crown Mountain på St Thomas, ligger 474 meter över havet.
Territoriet består av tre större öar:
- Saint Thomas (huvudön), cirka 81 km², omkring 52 000 invånare. Huvudorten Charlotte Amalie ligger på St Thomas.
- Saint John, cirka 51 km², omkring 4 200 invånare.
- Saint Croix, cirka 218 km², omkring 60 000 invånare.

### Klimat och miljö
Klimatet på Amerikanska Jungfruöarna är subtropiskt,  varmt och måttligt fuktigt och under regnperioden, som varar från maj till november, drabbas öarna ibland av orkaner. Den bästa tiden att resa dit är under den svalare årstiden från december till maj.

### Administrativ indelning
Amerikanska Jungfruöarna är indelade i 3 distrikt och 20 underdistrikt:
- St. Croix

- - Anna's Hope Village
  - Christiansted
  - East End
  - Frederiksted
  - Northcentral
  - Northwest
  - Sion Farm
  - Southcentral
  - Southwest

- St. Thomas

- - Charlotte Amalie
  - East End
  - Northside
  - Southside
  - Tutu
  - Water Island
  - West End

- St. John

- - Central
  - Coral Bay
  - Cruz Bay
  - East End